# Arnika

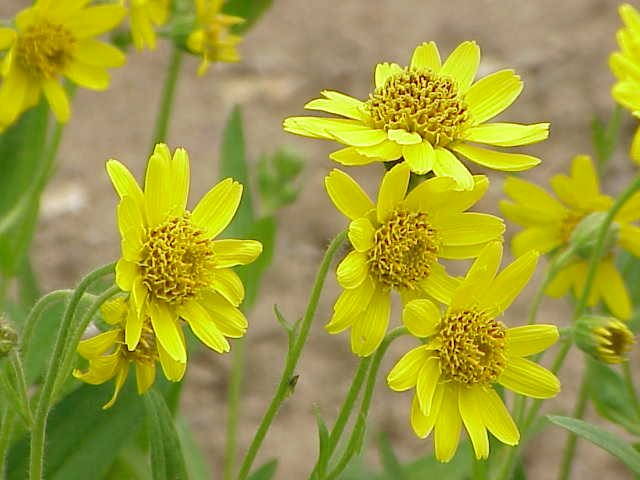
Arnica longifolia

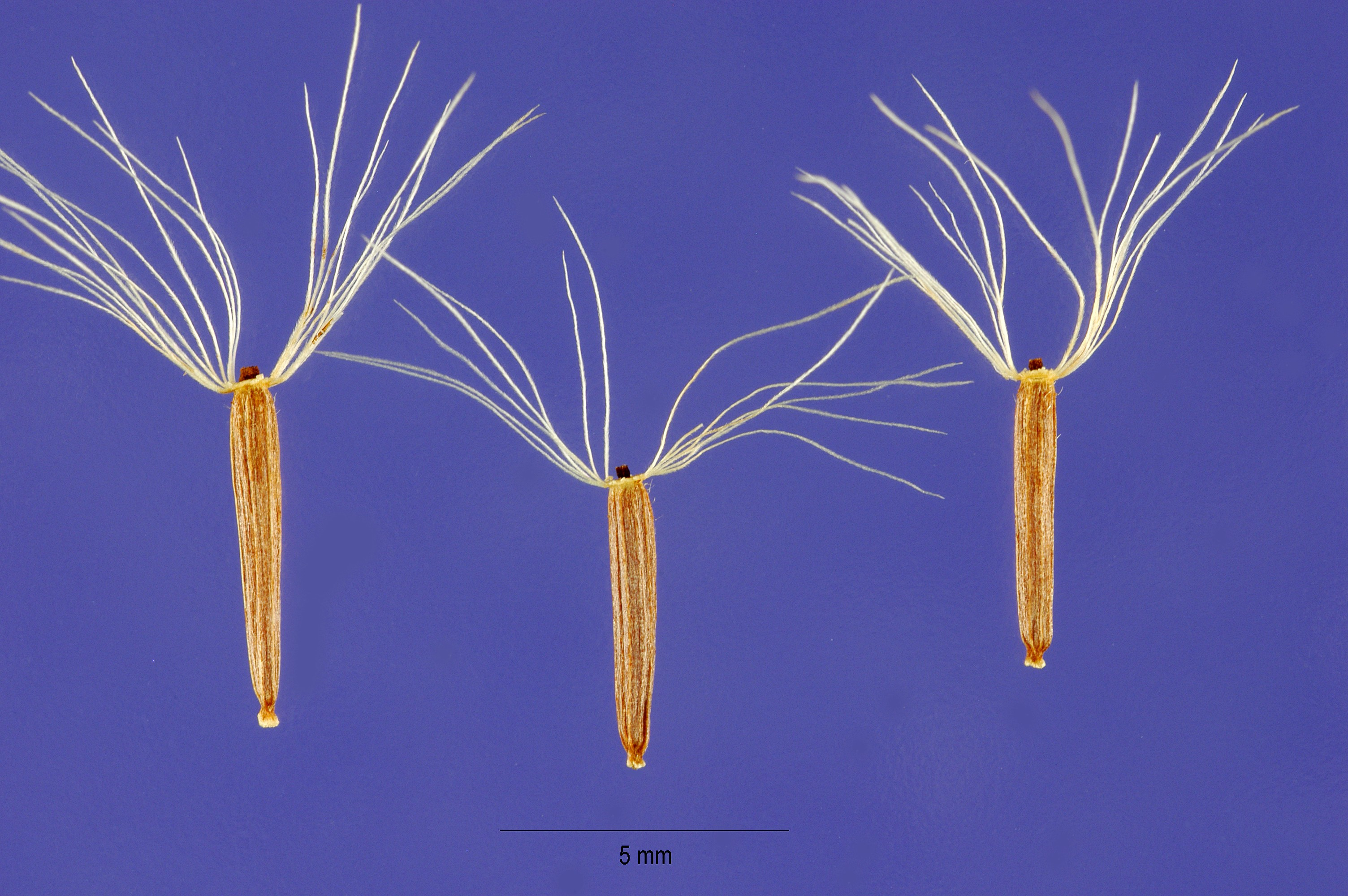
Nasiona arniki

Arnika (Arnica L.) – rodzaj roślin należących do rodziny astrowatych. Należy do niego 31 gatunków roślin. Przedstawiciele tego rodzaju występują głównie na terenie Ameryki Północnej, tylko dwa gatunki pochodzą z Eurazji (A. montana, A. angustifolia). Rośliny te rosną głównie w górach, sięgają także strefy arktycznej na północy. We florze Polski występuje tylko jeden gatunek – arnika górska Arnica montana.

## Morfologia
PokrójByliny osiągające od kilku cm do ok. 1 m wysokości, z relatywnie cienkim i długim kłączem, z łodygami prosto wzniesionymi, pojedynczymi lub rozgałęziającymi się, u dołu często drewniejącymi. Często tworzą kępy.
LiścieUlistnienie naprzeciwległe, czasem z liśćmi skupionymi w rozetę przyziemną, czasem górne liście skrętoległe i zredukowane. Blaszki całobrzegie lub ząbkowane, siedzące lub ogonkowe, sercowate, jajowate, eliptyczne do równowąskich, nagie lub owłosione, w tym także czasem szorstko albo gruczołowato.
KwiatyZebrane w koszyczki powstające pojedynczo na szczytach łodyg, ew. tworzące luźne kwiatostany złożone w formie podbaldachów lub baldachogrona. Okrywy dzwonkowate, półkuliste lub stożkowate, zwykle o średnicy od 6 do 20 mm. Listki okrywy wyrastają zwykle w dwóch rzędach, rzadziej w jednym. Dno koszyczka jest wypukłe,gładkie lub dołeczkowane, bez plewinek. Brzeżnych kwiatów języczkowych czasem brak, zazwyczaj jest ich od 5 do 22. Kwiaty te są słupkowe i płodne, ich korony są żółte do pomarańczowych. Kwiatów rurkowatych wewnątrz koszyczka jest od 10 do 120 i zwykle są one obupłciowe i płodne (rzadko funkcjonalnie tylko męskie). Ich korony są żółte, czasem kremowe, zakończone są 5 trójkątnymi łatkami.
OwoceSzare, brązowe do czarnych niełupki o kształcie stożkowatym, wrzecionowatym lub jajowato-walcowatym, gładkie lub owłosione, w tym też czasem gruczołowato, z trwałym puchem kielichowym tworzonym przez 10–50 białych lub słomiastych pierzastych lub ząbkowanych włosków.

## Systematyka
Pozycja systematyczna
Rodzaj z plemienia Madieae z podrodziny Asteroideae w obrębie rodziny astrowatych Asteraceae.
Wykaz gatunków
- Arnica acaulis Britton, Sterns & Poggenb.
- Arnica angustifolia Vahl
- Arnica cernua Howell
- Arnica chamissonis Less. – arnika Chamissa[10], arnika łąkowa[11]
- Arnica cordifolia Hook.
- Arnica dealbata (A.Gray) B.G.Baldwin
- Arnica discoidea Benth.
- Arnica fulgens Pursh
- Arnica gracilis Rydb.
- Arnica griscomii Fernald
- Arnica intermedia Turcz.
- Arnica lanceolata Nutt.
- Arnica latifolia Bong.
- Arnica lessingii Greene
- Arnica lonchophylla Greene
- Arnica longifolia D.C.Eaton
- Arnica louiseana Farr
- Arnica mallotopus Makino
- Arnica mollis Hook.
- Arnica montana L. – arnika górska, kupalnik górski
- Arnica nevadensis A.Gray
- Arnica ovata Greene
- Arnica parryi A.Gray
- Arnica porsildiorum B.Boivin
- Arnica rydbergii Greene
- Arnica sachalinensis A.Gray – arnika sachalińska[10]
- Arnica sororia Greene
- Arnica spathulata Greene
- Arnica unalaschcensis Less.
- Arnica venosa H.M.Hall
- Arnica viscosa A.Gray

## Zastosowanie
Roślina leczniczaNiektóre gatunki mają własności lecznicze. Surowcem zielarskim są np. kwiatostany arniki górskiej. Stosowane zewnętrznie w stanach zapalnych lub wewnętrznie, ponieważ działają wzmacniająco na naczynia krwionośne. Zawiera m.in. flawonoidy, olejek eteryczny i triterpeny. Równie wartościowego surowca dostarcza arnika Chamissa.
Roślina ozdobnaNiektóre gatunki są uprawiane jako rośliny ozdobne, w tym arnika górska.

## Uprawa
W Polsce gatunki ozdobne uprawia się rzadko, gdyż w naszym klimacie późnym latem rośliny często ulegają gniciu z powodu nadmiernej wilgotności. 
Arniki wymagają stanowiska w pełnym słońcu oraz wilgotnej, żyznej i przepuszczalnej gleby. Rozmnaża się je przez podział lub z nasion.